# Ezio Massa (director)
Ezio Massa ( Formosa, Argentina,  10 de julio de 1975) es un director de cine internacional que ha obtenido diversos premios por sus largometrajes en Argentina y Hollywood.

## Actividad profesional
Nació en un hogar de clase media y en 1990 se trasladó a Buenos Aires para estudiar en el  IDAC Instituto de Arte Cinematográfico que lo premió por su primer cortometraje titulado Malevo (1990). Al año siguiente comenzó a trabajar como segundo asistente de dirección en tanto continuaba sus estudios. En 1992 realizó  el cortometraje de acción en 16 mm con 30 minutos de duración y comenzó a trabajar en la producción de cortos publicitarios para televisión que incluyeron los pedidos de empresas como Veritas, Panavox, Dauhori, Zanella, Yamaha, Camod, Puma.
Su debut en largometrajes de ficción fue con Más allá del límite (1995) que fue galardonado con el Premio a la mejor película de un debutante en la segunda edición del Festival de Cine Luis Sandrini realizado en diciembre de 1994. Se mudó a Nueva York para cursar talleres avanzados de dirección en la Universidad de Nueva York y en la Escuela de Cine de Nueva York. Como tesis para esta última en 1997 guionó, dirigió y editó el filme en 35 mm El último duelo'', un drama de ambiente tanguero. Su siguiente largometraje lo dirigió en Argentina, titulado Cacería. 
Lo que siguen son 2 films hechos para el metcado latino de DvD USA la antología "24hs en la City" y "Doble Filo" lo que continúa es su film más reconocido por crítica internacional en Latinoamérica " VILLA" gandora de la Araucaria de Oro" en Brasil - Revelación en Montreal y pre-srleccionado para los Oscars y Goya, estrenado en Cines en Brasil Usa y Argentina. 
A partir de allí Ezio se entrega de Lleno al género de TERROR convirtiéndose en uno de los referentes fundamentales de este género en Latinoamérica. 
Dirige "2/11 Dia de los Muertos" y "5 am" y produce "Incidente" "Hotel Infierno" "La valija de Benavidez" (en co- Producción) y finalmente la prestigiosa "Punto Muerto" de su amigo y colega Daniel de la Vega. 
Ezio Massa desembarca en Hollywood con la multiptemiada "Alter Ego" con Eric Roberts Deborah Twiss y Dylan Walsh.

## Filmografía
Intérprete
- Hermanos de sangre (2012)...	Taxista
- TL-2, la felicidad es una leyenda urbana	2009
- Rojo Sangre: 10 años a puro género	2009	...Entrevistado
- El club de la muerte	2008	...	Marido

Director
- Alter Ego (2021)
- 5 AM (2016)
- 2/11 Día de los muertos (2012)
- Villa  (2008)
- Doble filo (2006)
- Rehén TV (2004)
- 24 hs en la city (video 2003)
- Cacería	(2001)
- El último duelo (1997)
- Más allá del límite (1995)
- La terraza (cortometraje 1992)
- Malevo (cortometraje 1990)

Guionista
- Alter Ego (2021)
- 5 AM (2016)
- 2/11 Día de los muertos (2012)
- Villa (2008)
- Doble filo (2006)
- Cacería	(2001)
- El último duelo (1997)
- Más allá del límite (1995)

Productor
- Alter Ego (2021)
- Punto muerto (2018)
- 5 AM (2016)
- Hotel Infierno (2015)
- Nacido para morir (2014)
- 2/11 Día de los muertos (2012)
- Villa (2008)
- Incidente (2010)

Productor asociado
- La valija de Benávidez (2016)
- Doble filo (2006) (productor asociado)
- Más allá del límite (1995)	(productor asociado)

Montaje
- Alter Ego (2021)
- 5 AM (2016)
- Villa (2008)
- Doble filo (2006)
- 24 hs en la city (video 2003)
- Cacería	(2001)
- El último duelo (1997)
- Más allá del límite (1995)
- Copyright (1993)
- La terraza (cortometraje 1992)
- Malevo (cortometraje 1990)

## Televisión
Dirección y guion
- Ensayo (serie, episodio Malevaje) 2003 Canal 7

Edición
- Margaritas (serie 1999)

## Premios y nominaciones

### Más allá del límite
Festival de Cine de La Habana 1995
- Nominada al Premio al Mejor Filme